# Рінгстед (Айова)
Рінгстед (англ. Ringsted) — місто (англ. city) в США, в окрузі Еммет штату Айова. Населення — 365 осіб (2020).

## Географія
Рінгстед розташований за координатами 43°17′42″ пн. ш. 94°30′24″ зх. д. / 43.29500° пн. ш. 94.50667° зх. д. (43.294939, -94.506729).  За даними Бюро перепису населення США в 2010 році місто мало площу 2,79 км², уся площа — суходіл.

## Демографія
Згідно з переписом 2010 року, у місті мешкали 422 особи в 193 домогосподарствах у складі 113 родин. Густота населення становила 151 особа/км².  Було 221 помешкання (79/км²).
Расовий склад населення:
| - 97,6 % — білих - 0,7 % — корінних американців |

До двох чи більше рас належало 0,7 %. Частка іспаномовних становила 1,4 % від усіх жителів.
За віковим діапазоном населення розподілялося таким чином: 23,7 % — особи молодші 18 років, 56,2 % — особи у віці 18—64 років, 20,1 % — особи у віці 65 років та старші. Медіана віку мешканця становила 43,3 року. На 100 осіб жіночої статі у місті припадало 86,7 чоловіків;  на 100 жінок у віці від 18 років та старших — 94,0 чоловіків також старших 18 років.
Середній дохід на одне домашнє господарство  становив 64 490 доларів США (медіана — 36 563), а середній дохід на одну сім'ю — 89 318 доларів (медіана — 49 375). Медіана доходів становила 39 821 долар для чоловіків та 30 156 доларів для жінок. За межею бідності перебувало 16,0 % осіб, у тому числі 17,1 % дітей у віці до 18 років та 14,0 % осіб у віці 65 років та старших.
Цивільне працевлаштоване населення становило 195 осіб. Основні галузі зайнятості: виробництво — 20,5 %, освіта, охорона здоров'я та соціальна допомога — 15,4 %, транспорт — 12,8 %, сільське господарство, лісництво, риболовля — 12,3 %.